# Иона (епископ Орлеана)
Ио́на Орлеа́нский (лат. Jonas Aurelianus; около 760—843/844) — епископ Орлеана (818—843/844), франкский религиозный писатель и богослов, один из выдающихся представителей Каролингского Возрождения.

## Биография
Иона родился в Аквитании и около 780 года сделался клириком. Он служил Людовику I Благочестивому, когда тот был аквитанским королём и в 817 году был назначен им советником нового короля Аквитании Пипина I. В 818 году, после смещения Теодульфа, Иона был посвящён в епископы Орлеана, став одним из влиятельнейших прелатов Франкского государства первой половины правления императора Людовика I, его доверенным лицом и советником. По поручению императора, Иона, как королевский посланник, совершил несколько поездок по различным областям страны. В своей епархии он проводил политику церковных реформ, основанных на идеях Бенедикта Анианского, содействовал росту монашества, в частности покровительствовал аббатству Миси, основанному Евспикием в начале VI века.
В ходе вновь возникшей во Франкском государстве дискуссии по вопросу о почитании икон Иона встал на позицию борьбы с иконоборчеством. Он был одним из активных участников Парижского собора, прошедшего в ноябре 825 года, и хотя его иконофильская точка зрения не была полностью поддержана, он сыграл немаловажную роль в осуждении собором иконоборческой доктрины епископа Турина Клавдия. Именно Ионе, вместе с архиепископом Санса Иеремией было поручено доставить соборные постановления папе римскому Евгению II (о результатах посольства неизвестно). По результатам собора Иона написал своё главное сочинение — «Трактат об иконах».
В 829 году в Париже и в 833 году в Вормсе Иона участвовал в соборах, на которых обсуждались частные церковные вопросы. Во время смуты во Франкском государстве в 830—834 годах Иона присоединился к сторонникам восстановления на престоле императора Людовика Благочестивого. Он участвовал в соборе
в Тионвиле и был среди тех, кто 4 марта 835 года голосовал за смещение с кафедры архиепископа Реймса Эббона. В этом же году Иона, по поручению императора Людовика, ездил инспектировать ход реформ в монастырях Флёри и Сен-Калез в Ле-Мане, а в 836 году участвовал в соборе в Ахене, на котором были осуждены притеснения, которым подвергалась церковь со стороны короля Аквитании Пипина I, а также вопросы повышения образованности епископов и клира. Скончался Иона в 843 или 844 году. Его преемником на кафедре Орлеана был Агий.

## Сочинения
- «О мирских учреждениях» (De Institutione laicali). Написано в 828 году по просьбе графа Орлеана Матфрида. Содержит нравоучительные, основанные на Священном Писании и трудах Отцов Церкви, правила христианской жизни и благочестия для мирских лиц. Из трёх книг сочинения наиболее значима вторая, в которой находятся сведения о современных Ионе семейных нравах и обычаях.
- «О королевской власти» (De Institutione regia). Написано в 831 году и посвящено Пипину I Аквитанскому. Также как и предыдущее, сочинение состоит, в основном, из цитат церковных авторов, однако, наряду с этим, содержит ряд оригинальных идей. В том числе, Иона пишет, что любая королевская власть имеет божественное происхождение, однако король только тогда является законным королём, когда правит благочестиво, справедливо и с состраданием; что королевская власть служит для управления государством, что монахи необходимы чтобы молиться о её благе, а епископы должны контролировать и тех, и других. В общем виде оба сочинения Ионы являются одной из первых попыток дать всесторонее описание норм отношений между Церковью и мирянами.
- «Трактат о иконах» (De Cultu imaginum). Написан по итогам полемики с иконоборцами, развернувшейся после собора в Париже в 825 году. Окончательно завершен около 842 года. Содержит резкую критику сторонников иконоборчества, в первую очередь Клавдия Туринского. Состоит из трёх книг, в которых приведены доводы в поддержку почитания икон, поклонения святым и их реликвиям, почитания креста и паломничества в Рим. Сочинение является ценным источником по внутренней истории Церкви Франкского государства данного периода.
- «Перенесение мощей святого Губерта» (Translatio S. Huberti). Написано между 825 и 831 годом в связи с переносом епископом Льежа Вальтгаудом мощей покровителя города, святого Губерта, в монастырь Андагин. Сочинение является кратким житием этого святого.

## Издания
- Все сочинения: Migne. PL. T.106. C.117-394 PL (лат.)
- Translatio S. Huberti. MGH. SS. 15(1). P.234-237.  (лат.)
- Иона Орлеанский. О королевских обязанностях / пер. И. Аникьева под. ред. А. И. Сидорова и И. С. Филиппова. — СПб.: «Евразия», 2020. — 224 с. — ISBN 978-5-8071-0443-4.